# Seleção São-Marinhense de Futebol
A Seleção São-Marinhense de Futebol representa San Marino nas competições de futebol da FIFA, considerada a “pior seleção do mundo”.
A seleção é bastante conhecida por ser a última colocada no ranking da FIFA.

## História

### O começo
A Federação de San Marino é uma das federações de futebol mais antigas da Europa, tendo sido fundada em 1931. Mas, salvo algumas edições esporádicas da Copa Titano, a federação existiu no papel até 1988, quando se filiou à FIFA e à UEFA, após dois anos como integrante provisório dos dois órgãos.

### A estreia em Eliminatórias
O debut da Sereníssima foi em 1990, contra a Suíça, pelas eliminatórias para a Eurocopa de 1992. Os helvéticos venceram facilmente por 4 a 0.

### 1994: susto na Turquia e recorde
Em um grupo que continha Inglaterra, Países Baixos, Noruega, Polônia e Turquia, válido pelas Eliminatórias para a Copa de 1994, as expectativas em torno da campanha samarinesa (que contavam com o ex-jogador da Juventus, Massimo Bonini, já em final de carreira) eram as melhores. Mas os azuis surpreenderam, levando em conta as suas limitações. Após derrotas para ingleses, turcos e noruegueses (todas por goleada), a surpresa maior estava por vir: no Estádio Renato Dall'Ara, em Bolonha (o Estádio Olímpico de Serravalle não tinha condições de jogo), samarineses e turcos entraram em campo com o intuito de alcançar três pontos. Para os vermelhos, a missão era fácil, só que San Marino não daria chance ao azar, e com uma bela atuação do goleiro reserva Stefano Muccioli (que entrou no lugar de Pierluigi Benedettini), os turcos saíram de Bolonha abalados, e os azuis comemoraram seu primeiro ponto em competições oficiais. Após outras derrotas (para a Polônia, por apenas 1 a 0, depois 3 a 5 em Bolonha e 7 a 0 em favor da Holanda), o recorde: o desconhecido Davide Gualtieri marcou um gol com apenas 8 segundos de jogo, sendo este o gol mais rápido em uma Eliminatória de Copa até 2016, quando Christian Benteke fez o primeiro gol da Bélgica contra Gibraltar. Mas não foi suficiente, já que a Inglaterra marcou sete gols em sequência - também insuficientes para classificar o English Team ao Mundial dos EUA. Pelo ponto conquistado contra a Turquia, a Sereníssima chegou a estar na 118ª posição do Ranking Mundial da FIFA; sua melhor posição foi o 211º lugar, ocupado entre novembro de 2018 e maio de 2019. Desde março de 2022, ocupa o posto de melhor seleção do ranking.

### A afirmação de "eterno perdedor" entre as Seleções da Europa
Nas Eliminatórias da Copa de 2002, levou uma goleada de 10 a 0 da Bélgica. Mas, na mesma competição, conseguiu um heroico empate em 1 a 1 contra a Letônia, fora de casa. Esse resultado causou alegria entre os jogadores de San Marino, e acabou sobrando para o técnico da Letônia, o inglês Gary Johnson, que acabou sendo demitido pela Federação Letã de Futebol.

### A primeira vitória
O dia 28 de abril de 2004 entrou para a história do futebol samarinês, pois a Seleção conquistou a sua primeira vitória na história. O triunfo foi em um amistoso contra a também fraca Seleção do Liechtenstein por 1 a 0. O gol foi marcado por Andy Selva, rapidamente alçado ao posto de herói nacional. Depois dessa vitória vieram 10 anos de azar, cerca de 61 derrotas consecutivas, até conseguir no dia 15 de novembro de 2014, empatar com a Estônia.

### Era Giampaolo Mazza
O italiano Giampaolo Mazza disputou oito competições oficiais comandando a Seleção de San Marino. Em todas, o time terminou na última colocação. Ao todo, foram 76 jogos oficiais, com 75 derrotas e um empate - um 1 a 1 diante da Letônia, fora de casa, pelas eliminatórias para a Copa do Mundo de 2002.
| “ | "Foi um empate épico, mas ilusório. Ainda era o começo para mim, e aquele ponto me fez pensar que tudo seria mais fácil, mas não foi bem assim. Lamento não termos vencido um jogo oficial, mas sinto orgulho por nunca termos usado um jogador naturalizado." | ” |

### Vexames entre 2006 e 2009
Após essa pequena evolução, San Marino voltou a sofrer com as limitações de seus jogadores. A diferença entre a Sereníssima e as demais seleções da Europa tornou-se clara no dia 6 de setembro de 2006, pelas Eliminatórias para a Eurocopa de 2008, a equipe sofreu a sua maior derrota: 13 a 0 a favor da Alemanha. que foi a maior goleada na história das Eliminatórias para a Eurocopa até novembro de 2023, quando a França derrotou Gibraltar por 14 a 0.

### Atualmente
Em 2017, San Marino foi derrotada nas Eliminatórias para a Copa de 2018 pela Alemanha por 7 a 0, pela Noruega por 8 a 0 e em um Amistoso pela Itália por 8 a 0.
Em 2019, pelas Eliminatórias para a Eurocopa de 2020, San Marino foi derrotada pela Rússia pelo placar de 9 a 0.
Em 2021, a seleção foi derrotada nas Eliminatórias para a Copa de 2022 pela Inglaterra por 10 a 0, pela Polônia por 7 a 1 e em um amistoso pela Itália por 7 a 0. A primeira partida da Sereníssima contra uma seleção não-europeia foi em março de 2022, quando enfrentou Cabo Verde, em amistoso realizado na Espanha. Os Tubarões Azuis venceram por 2 a 0,

### A segunda vitória, 20 anos depois
No dia 5 de setembro de 2024, a Seleção São-Marinhense voltou a vencer uma partida de futebol, depois de 20 anos. Em jogo válido pela 1ª rodada da Liga das Nações da UEFA, a La Sereníssima venceu a Seleção de Liechtenstein por 1 a 0, com o gol sendo marcado pelo meio-campista Nicko Sensoli. Curiosamente, a primeira vitória em 2004 também ocorreu contra a Seleção de Liechtenstein, pelo mesmo placar. Essa foi a primeira vitória da seleção em competições oficiais.

### A primeira vitória fora de casa
Em 18 de novembro de 2024, Liechtenstein e San Marino se enfrentaram no Rheinpark Stadion, em Vaduz, pela última rodada da Liga das Nações da UEFA D e brigavam pelo acesso à Liga das Nações da UEFA C de 2025–26. A seleção mandante abriu o placar com Aron Sele, mas virou no segundo tempo com Lorenzo Lazzari, Nicola Nanni (único jogador profissional da Sereníssima) e Alessandro Golinucci. Com a vitória (a segunda em nível oficial), San Marino obteve 3 feitos inéditos: foi a primeira vitória da seleção como visitante, a primeira de virada e também a primeira vitória por mais de 2 gols de diferença, obtendo o acesso à Liga das Nações da UEFA C.

## Recordes
- Atualizado até 11 de junho de 2025

Jogadores em negrito em atividade pela Seleção São-Marinhense.
| Pos. | Jogador                | Partidas | Gols | Em atividade |
| ---- | ---------------------- | -------- | ---- | ------------ |
| 1    | Matteo Vitaioli        | 98       | 1    | 2007–        |
| 2    | Mirko Palazzi          | 75       | 1    | 2005–        |
| 3    | Andy Selva             | 73       | 8    | 1998–2016    |
| 4    | Davide Simoncini       | 69       | 0    | 2006–2021    |
| 4    | Damiano Vannucci       | 69       | 0    | 1996–2012    |
| 6    | Alessandro Della Valle | 65       | 1    | 2002–2017    |
| 6    | Aldo Junior Simoncini  | 65       | 0    | 2006–2023    |
| 8    | Alessandro Golinucci   | 61       | 2    | 2015–        |
| 9    | Simone Bacciocchi      | 60       | 0    | 1998–2013    |
| 9    | Adolfo Hirsch          | 60       | 0    | 2011–2023    |

| Pos. | Jogador                   | Gols | Partidas | Média por jogo | Em atividade |
| ---- | ------------------------- | ---- | -------- | -------------- | ------------ |
| 1    | Andy Selva                | 8    | 73       | 0.11           | 1998–2016    |
| 2    | Filippo Berardi           | 3    | 35       | 0.09           | 2016–        |
| 2    | Nicola Nanni              | 3    | 46       | 0.07           | 2018–        |
| 4    | Lorenzo Lazzari           | 2    | 18       | 0.11           | 2022–        |
| 4    | Manuel Marani             | 2    | 32       | 0.06           | 2003–2012    |
| 4    | Alessandro Golinucci      | 2    | 61       | 0.03           | 2015–        |
| 7    | Alessandro Della Valle    | 1    | 65       | 0.02           | 2002–2017    |
| 7    | Matteo Vitaioli           | 1    | 98       | 0.01           | 2006–        |
| 7    | Mirko Palazzi             | 1    | 75       | 0.01           | 2005–        |
| 7    | Nicola Albani             | 1    | 40       | 0.03           | 2001–2011    |
| 7    | Danilo Rinaldi            | 1    | 51       | 0.02           | 2008–        |
| 7    | Nicola Bacciocchi         | 1    | 33       | 0.03           | 1991–2000    |
| 7    | Bryan Gasperoni           | 1    | 28       | 0.04           | 1994–2005    |
| 7    | Mauro Valentini           | 1    | 23       | 0.04           | 1991–1999    |
| 7    | Pier Domenico Della Valle | 1    | 21       | 0.05           | 1991–2000    |
| 7    | Valdes Pasolini           | 1    | 18       | 0.06           | 1990–1996    |
| 7    | Nicola Ciacci             | 1    | 16       | 0.06           | 2003–2011    |
| 7    | Mattia Stefanelli         | 1    | 19       | 0.05           | 2014–        |
| 7    | Davide Gualtieri          | 1    | 9        | 0.11           | 1993–1999    |
| 7    | David Tomassini           | 1    | 14       | 0.07           | 2021–        |
| 7    | Filippo Fabbri            | 1    | 30       | 0.03           | 2022–        |
| 7    | Simone Franciosi          | 1    | 10       | 0.1            | 2022–        |
| 7    | Simone Giocondi           | 1    | 3        | 0.33           | 2024–        |
| 7    | Nicko Sensoli             | 1    | 13       | 0.08           | 2024–        |
| 7    | Samuele Zannoni           | 1    | 10       | 0.1            | 2024–        |

## Jogos em que a seleção não perdeu
Em toda a história, a seleção conheceu apenas 3 vitórias, a primeira obtida em 28 de abril de 2004. Na ocasião, em um amistoso contra Liechtenstein, Andy Selva, maior artilheiro da história da equipe, com oito gols, anotou o tento histórico que garantiu o 1 a 0.
Abaixo segue um quadro com a lista completa dos jogos que San Marino não perdeu em sua história:
|    | Data                   | Local                | Resultado                              | Competição                                 |
| -- | ---------------------- | -------------------- | -------------------------------------- | ------------------------------------------ |
| 1  | 16 de setembro de 1987 | Latakia, Síria       | Líbano 0 x 0 San Marino                | Jogos do Mediterrâneo de 1987              |
| 2  | 10 de março de 1993    | Cidade de San Marino | San Marino 0 x 0 Turquia               | Eliminatórias para a Copa do Mundo de 1994 |
| 3  | 25 de abril de 2001    | Riga                 | Letónia 1 x 1 San Marino               | Eliminatórias para a Copa do Mundo de 2002 |
| 4  | 20 de agosto de 2003   | Vaduz                | Liechtenstein 2 x 2 San Marino         | Amistoso                                   |
| 5  | 28 de abril de 2004    | Cidade de San Marino | San Marino 1 x 0 Liechtenstein         | Amistoso                                   |
| 6  | 15 de novembro de 2014 | Cidade de San Marino | San Marino 0 x 0 Estónia               | Qualificação para o Euro 2016              |
| 7  | 12 de outubro de 2020  | Vaduz                | Liechtenstein 0 x 0 San Marino         | Liga das Nações da UEFA de 2020–21         |
| 8  | 14 de novembro de 2020 | Cidade de San Marino | San Marino 0 x 0 Gibraltar             | Liga das Nações da UEFA de 2020–21         |
| 9  | 24 de março de 2024    | Cidade de San Marino | San Marino 1 x 1 São Cristóvão e Neves | Amistoso                                   |
| 10 | 5 de setembro de 2024  | Cidade de San Marino | San Marino 1 x 0 Liechtenstein         | Liga das Nações da UEFA de 2024–25         |
| 11 | 15 de novembro de 2024 | Serravalle           | San Marino 1 x 1 Gibraltar             | Liga das Nações da UEFA de 2024–25         |
| 12 | 18 de novembro de 2024 | Vaduz                | Liechtenstein 1 x 3 San Marino         | Liga das Nações da UEFA de 2024–25         |